# Groupe de NGC 1399
Le groupe de NGC 1399 comprend au moins 42 galaxies situées dans les constellations du Fourneau et de l'Éridan. La distance moyenne entre ce groupe et la Voie lactée est d'environ 18,3 Mpc (∼59,7 millions d'al).

## Membres
Le tableau ci-dessous liste les 42 galaxies du groupe indiquées dans l'article de A.M. Garcia paru en 1993.
| Nom                     | Const.   | Class.         | Type                               | α (J2000.0)   | δ (J2000.0)  | Vitesse radiale (km/s) | m                       | Distance (Mpc) | Diamètre (kal) |
| ----------------------- | -------- | -------------- | ---------------------------------- | ------------- | ------------ | ---------------------- | ----------------------- | -------------- | -------------- |
| NGC 1326                | Fourneau | (R)SB0^+(r)    | Lenticulaire                       | 03h 23m 56.4s | -36° 27′ 53″ | 1360 ± 1               | 10,5                    | 18,5 ± 1,3     | 86             |
| NGC 1336                | Fourneau | SA0-           | Lenticulaire                       | 03h 26m 32.2s | -35° 42′ 49″ | 1418 ± 3               | 12,3                    | 19,3 ± 1,4     | 82             |
| NGC 1339                | Fourneau | E4             | Elliptique                         | 03h 28m 06.6s | -32° 17′ 10″ | 1392 ± 3               | 11,6                    | 18,9 ± 1,3     | 71             |
| NGC 1344 (=NGC 1340)    | Fourneau | E5             | Elliptique                         | 03h 28m 19.7s | -31° 04′ 05″ | 1241 ± 15              | 10,4                    | 16,6 ± 1,2     | 74             |
| NGC 1351                | Fourneau | SA0^- pec?     | Lenticulaire                       | 03h 30m 35.0s | -34° 51′ 14″ | 1514 ± 3               | 11,6                    | 20,8 ± 1,5     | 107            |
| NGC 1366                | Fourneau | S0^0           | Lenticulaire                       | 03h 33m 53.7s | -31° 11′ 39″ | 1231 ± 19              | 11,1                    | 16,6 ± 1,2     | 47             |
| NGC 1369                | Éridan   | SAB(s)a        | Spirale intermédiaire              | 03h 36m 45.2s | -36° 15′ 22″ | 1414 ± 17              | 12,8                    | 19,5 ± 1,4     | 45             |
| NGC 1373                | Fourneau | E+?            | Elliptique                         | 03h 34m 59.2s | -35° 10′ 16″ | 1334 ± 2               | 13,3                    | 18,2 ± 1,3     | 30             |
| NGC 1374                | Fourneau | E3             | Elliptique                         | 03h 35m 16.6s | -35° 13′ 35″ | 1294 ± 2               | 11,1                    | 17,7 ± 1,2     | 107            |
| NGC 1379                | Fourneau | E3             | Elliptique                         | 03h 36m 03.9s | -35° 26′ 28″ | 1324 ± 2               | 10,9                    | 18,1 ± 1,3     | 71             |
| NGC 1387                | Fourneau | SAB(s)0-       | Lenticulaire                       | 03h 36m 57.0s | -35° 30′ 24″ | 1302 ± 12              | 10,7                    | 17,8 ± 1,3     | 80             |
| NGC 1399                | Fourneau | E1 pec         | Elliptique                         | 03h 38m 29.0s | -35° 27′ 02″ | 1425 ± 4               | 9,6                     | 19,7 ± 1,4     | 365            |
| NGC 1406                | Fourneau | SB(s)bc?       | Spirale barrée                     | 03h 39m 23.3s | -31° 19′ 17″ | 1075 ± 3               | 11,8                    | 14,4 ± 1,0     | 95             |
| NGC 1419                | Éridan   | E pec?         | Elliptique                         | 03h 40m 42.1s | -37° 30′ 39″ | 1571 ± 18              | 12,6                    | 21,9 ± 1,6     | 53             |
| NGC 1425                | Fourneau | SA(rs)b        | Spirale                            | 03h 42m 11.5s | -29° 53′ 36″ | 1512 ± 2               | 10,6                    | 20,8 ± 1,5     | 174            |
| NGC 1427                | Fourneau | E5             | Elliptique                         | 03h 42m 19.4s | -35° 23′ 33″ | 1388 ± 3               | 10,9                    | 19,2 ± 1,4     | 109            |
| NGC 1428                | Fourneau | SAB0- pec?     | Lenticulaire                       | 03h 42m 22.7s | -35° 09′ 14″ | 1640 ± 8               | 12,9                    | 22,9 ± 1,6     | 47             |
| NGC 1437 (=NGC 1436)    | Éridan   | (R'_2)SAB(s)bc | Spirale intermédiaire              | 03h 43m 37.7s | -35° 51′ 11″ | 1387 ± 8               | 11,7                    | 19,2 ± 1,4     | 76             |
| NGC 1460                | Éridan   | SB(rs)0^0      | Lenticulaire                       | 03h 46m 13.7s | -36° 41′ 47″ | 1373 ± 13              | 12,6                    | 19,1 ± 1,4     | 57             |
| IC 1913                 | Fourneau | SBb?           | Spirale barrée                     | 03h 19m 34.5s | -32° 27′ 54″ | 1443 ± 1               | 13,6                    | 19,5 ± 1,4     | 75             |
| IC 1919                 | Fourneau | SA0^-(rs)?     | Lenticulaire                       | 03h 26m 02.2s | -32° 53′ 40″ | 1323 ± 17              | 13,0                    | 17,8 ± 1,3     | 49             |
| NGC 1351A (=PGC 12952)  | Fourneau | SB(rs)bc?      | Spirale barrée                     | 03h 28m 48.7s | -35° 10′ 41″ | 1353 ± 2               | 13,4                    | 18,4 ± 1,3     | 86             |
| NGC 1380A (PGC 13335)   | Fourneau | S0^0^?         | Lenticulaire                       | 03h 36m 47.5s | -34° 44′ 23″ | 1561 ± 6               | 12,4                    | 21,6 ± 1,5     | 67             |
| ESO 301-11              | Fourneau | SB?(r)cd? p    | Spirale barrée                     | 03h 23m 54.2s | -37° 30′ 33″ | 1405 ± 5               | 12,66 ± 0,09            | 19,2 ± 1,4     | 48             |
| ESO 302-09              | Éridan   | SB(s)dm?       | Spirale barrée magellanique        | 03h 47m 34.1s | -38° 34′ 36″ | 987 ± 3                | 12,75 ± 0,09            | 13,5 ± 1,0     | 57             |
| ESO 358-15              | Fourneau | SBm? Pec       | Spirale barrée magellanique        | 03h 33m 06.8s | -34° 48′ 29″ | 1388 ± 3               | 13,77 ± 0,07            | 19,0 ± 1,3     | 26             |
| ESO 358-19              | Fourneau | SA0-?          | Lenticulaire                       | 03h 34m 30.8s | -34° 17′ 51″ | 1254 ± 29              | 14,37                   | 17,0 ± 1,3     | 31             |
| ESO 358-25              | Fourneau | SA0-?          | Lenticulaire                       | 03h 35m 33.1s | -32° 27′ 54″ | 1389 ± 12              | 12,96 ± 0,09            | 19,0 ± 1,3     | 51             |
| ESO 358-43              | Fourneau | S0-            | Lenticulaire                       | 03h 38m 13.6s | -33° 07′ 38″ | 1369 ± 28              | 13,64                   | 18,7 ± 1,4     | 36             |
| ESO 358-5               | Fourneau | SAB(s) m pec?  | Spirale intermédiaire magellanique | 03h 27m 16.6s | -33° 29′ 11″ | 1628 ± 4               | 13,69 ± 0,09            | 22,4 ± 1,6     | 47             |
| ESO 358-50              | Fourneau | SA0^0?         | Lenticulaire                       | 03h 41m 03.6s | -33° 46′ 46″ | 1308 ± 23              | 12,57 ± 0,09            | 17,9 ± 1,3     | 50             |
| ESO 358-54 (=NGC 1437A) | Éridan   | SAB(s)dm       | Spirale intermédiaire magellanique | 03h 43m 02.2s | -36° 16′ 24″ | 886 ± 3                | 13,4                    | 11,8 ± 0,8     | 79             |
| ESO 358-56              | Fourneau | S0^0^?         | Lenticulaire                       | 03h 43m 22.6s | -33° 56′ 25″ | 1189 ± 29              | 14,08                   | 16,2 ± 1,2     | 48             |
| ESO 358-6               | Fourneau | SB0^-?         | Lenticulaire                       | 03h 27m 18.0s | -34° 31′ 35″ | 1279 ± 17              | 13,08 ± 0,14            | 17,3 ± 1,2     | 39             |
| ESO 358-61 (=NGC 1437B) | Éridan   | I0?            | Irrégulière                        | 03h 45m 54.8s | -36° 21′ 25″ | 1497 ± 3               | 13,1                    | 20,9 ± 1,5     | 28             |
| ESO 418-8               | Fourneau | SAB(rs)dm      | Spirale intermédiaire magellanique | 03h 31m 30.6s | -30° 12′ 48″ | 1195 ± 0,3             | 12,56                   | 16,0 ± 1,1     | 32             |
| ESO 418-9               | Fourneau | IB(s)m         | Irrégulière magellanique           | 03h 31m 55.6s | -31° 20′ 15″ | 972 ± 5                | 12,67 ± 0,04            | 12,7 ± 0,9     | 33             |
| PGC 12625               | Fourneau | IB(s)m?        | Irrégulière magellanique           | 03h 22m 04.8s | -37° 35′ 15″ | 1625 ± 7               | 19,3117 +/- 0,0657014*a | 22,4 ± 1,6     | 62             |
| PGC 12758               | Fourneau | S0             | Lenticulaire                       | 03h 24m 52.4s | -35° 26′ 08″ | 1318 ± 26              | 14,50                   | 17,8 ± 1,3     | 11             |
| PGC 13177               | Fourneau | (R')SA0^-(r)?  | Lenticulaire                       | 03h 33m 33.8s | -33° 34′ 24″ | 1374 ± 7               | 14,98                   | 18,8 ± 1,3     | 37             |
| MCG -6-8-25             | Fourneau | SB0^0(s)       | Lenticulaire                       | 03h 31m 24.8s | -35° 19′ 52″ | 1275 ± 26              | 12,71                   | 17,3 ± 1,3     | 23             |
| MCG -6-8-27             | Fourneau | SAB0^0(rs)     | Lenticulaire                       | 03h 34m 29.5s | -35° 32′ 47″ | 1205 ± 1               | 13,04                   | 16,3 ± 1,2     | 22             |

- a Dans l'ultraviolet.

Le site DeepskyLog permet de trouver aisément les constellations des galaxies mentionnées dans ce tableau ou si elles ne s'y trouvent pas, l'outil du site constellation permet de le faire à l'aide des coordonnées de la galaxie. Sauf indication contraire, les données proviennent du site NASA/IPAC.